# 邱钟惠
邱钟惠（1935年12月22日—），中国女子乒乓球运动员，云南绥江县人。她曾获得1961年世界乒乓球锦标赛女子单打冠军，成为中国第一位女子乒乓球世界冠军。

## 生平
邱钟惠之父邱天培（字石麟）为绥江县人，20世纪30年代曾在龙陵县担任县长。邱钟惠1935年12月22日生于腾冲，10岁时举家迁往昆明，后在昆明市立中学（现昆明三中）读初中，高中则在昆明女一中就读。
1952年，首届全国乒乓球锦标赛举行，云南省选拔选手到重庆参加西南区比赛，云南省体委将两个女子选手的名额安排到昆明女一中，邱钟惠报名参赛，获云南省第一名，在重庆的赛事中获得西南区女子亚军。1953年，邱钟惠被调入中国国家乒乓球集训队。
1961年世界乒乓球锦标赛女单决赛中，邱钟惠在第五局落后的情况下逆转险胜匈牙利选手科齐安·埃娃，成为中国乒乓球队第一个女子单打世界冠军。1963年退役后，邱钟惠先后担任北京乒乓球队和国家队的教练工作，1973年调入国家体委科研所，此后担任中国乒协副主席20余年，1993年以自己的名字开设体育用品公司。